# إدوين فرنسيس كاربنتر
إدوين فرنسيس كاربنتر (بالإنجليزية: Edwin Francis Carpenter)‏ هو عالم فلك أمريكي، ولد في 1898 في بوسطن في الولايات المتحدة، وتوفي في 1963 في توسان في الولايات المتحدة.